# Bathampton
Bathampton – wieś w Anglii, w hrabstwie ceremonialnym Somerset, w dystrykcie (unitary authority) Bath and North East Somerset. Leży 20 km na wschód od miasta Bristol i 153 km na zachód od Londynu. Miejscowość liczy 1504 mieszkańców.
W latach 1900–1983 w Bathampton prowadzona była produkcja plasteliny w fabryce założonej przez Williama Harbutta – jednego z wynalazców tego materiału.